# Galeodes inermis
Espèce
Synonymes
- Galeodibus inermis Caporiacco, 1941

Galeodes inermis est une espèce de solifuges de la famille des Galeodidae.

## Distribution
Cette espèce est endémique d'Éthiopie.

## Description
La femelle holotype mesure 21 mm.

## Publication originale
- Caporiacco, 1941 : Arachnida (esc. Acarina). Missione Biologica Sagan-Omo, Reale Accademia d’Italia, Rome, vol. 12, Zoologia, no 6, p. 21-175.